# Jean Antoine Rossignol
Jean Antoine Rossignol (Parigi, 7 novembre 1759 – Anjouan, 27 aprile 1802) è stato un generale francese.
Nacque in una famiglia povera e rimase orfano di padre era l'ultimo di cinque figli. Da ragazzo aveva fatto un apprendistato per diventare orafo, ma dinanzi alla difficoltà di trovare lavoro, si arruola, all'età di 16 anni, il 13 agosto 1775 e viene inviato nel reggimento di fanteria reale a Dunkerque.
Quando scoppia la rivoluzione, Rossignol è a Parigi, prende parte alla Presa della Bastiglia e partecipa anche alla presa del Palazzo delle Tuileries
Nel 1793 con il grado di generale di brigata in Vandea, sotto il comando del generale Charles Philippe Ronsin, è nominato il generale in capo dell'esercito dell'Ovest il 27 luglio 1793. Viene deposto il 23 agosto 1793, tuttavia è difeso da Georges Danton e ristabilito il 28 agosto 1793. Diventa in seguito generale in capo dei tre eserciti delle coste di Brest, dell'Ovest e delle coste di Cherbourg il 12 novembre 1793
Verrà poi congedato dal Comitato di salute pubblica nell'aprile 1794, quindi si ritirò ad Orléans, e ritornò alla vita civile. Imprigionato alcuni giorni dopo il colpo di Stato del termidoro, venne accusato di aver fatto parte della cosiddetta Congiura degli Uguali di Gracchus Babeuf, ma riuscì a discolparsi dinanzi all'alta corte di Vendôme.
Dopo l'attentato di via Saint-Nicaise, Bonaparte approfittò dell'occasione per sbarazzarsi di lui. Rossignol fu arrestato e trascinato di prigione in prigione, e condannato all'esilio nelle isole Seychelles nel 1801, con altri giacobini, e in seguito quindi trasferito alle Comore. Rossignol morì ad Anjouan nel 1802.